# Vatesus
Vatesus (лат.) — род мирмекофильных жуков-стафилинид из подсемейства Tachyporinae. Известно около 30 видов. Встречаются в Центральной и Южной Америке. Ассоциированы с кочевыми муравьями в основном рода Eciton.

## Распространение
Встречаются в Неотропике. Центральная и Южная Америка от Коста-Рики и панамы до Аргентины и Парагвая.

## Описание
Мелкие коротконадкрылые жуки (около 3 мм; Vatesus gigas до 5 мм). Основная окраска рыжевато-коричневая. Антенны и ноги с отчетливыми модификациями; надкрылья слабо удлинены (длина/ширина: <1,3×); переднеспинка наиболее широкая между основанием и базальной 1/5. Антенны обычно короче ширины переднеспинки; пронотальный гипомерон с коротким и округлым посткоксальным отростком; стернит VII самца с задним краем обычно усеченным, без стернальных волосков.
Все ноги короткие и толстые, с сильно развитыми ламеллями, вытянутыми вдоль внутреннего края каждого бедра. Голени также несколько уплощены и латерально расширены. Лапки короткие и утолщенные, каждая лапка выглядит компактной, усиленной. Известно, что эти изменения ног являются адаптацией к мирмекофильному образу жизни и, как считается, выполняют защитную функцию от муравьев.

### Мирмекофилия
Жуки рода Vatesus мирмекофилы, они ассоциированы с кочевыми муравьями в основном рода Eciton, а также Nomamyrmex и Neivamyrmex. Vatesus хорошо приспособлены к симбиозу с этими муравьями, поскольку их размножение и личиночное развитие синхронизированы со стереотипными репродуктивными и поведенческими циклами колоний хозяев. В одной колонии муравьёв рода Eciton может быть несколько десятков жуков, максимум до 170 жуков отмечен в одной колонии Eciton burchellii. Также известна ассоциация с муравьями рода Cheliomyrmex: жук Vatesus berghoffae найден в Панаме у муравьёв Cheliomyrmex morosus.

## Систематика
Около 30 видов. Род включён в трибу Vatesini, но ранее в некоторых исследованиях группировался с трибами Deropini и Tachyporini (например, с родом Coproporus).
- Vatesus amapaensis Borgmeier, 1961 — Бразилия[15]
- Vatesus argentinus (Bruch, 1932) — Аргентина, Бразилия[16]
- Vatesus berghoffae Kistner, 2006 — Панама[12]
- Vatesus brasiliensis Seevers, 1958 — Бразилия[8]
- Vatesus brevicornis (Wasmann, 1925) — Бразилия[17]
- Vatesus cincinnati Borgmeier, 1961 — Бразилия
- Vatesus clypeatus (Wasmann, 1887) — Боливия, Бразилия, Коста-Рика, Мексика, Панама
- Vatesus gemellus Borgmeier, 1961 — Бразилия
- Vatesus gigas (Wasmann, 1909) — Бразилия, Колумбия, Коста-Рика
- Vatesus goeldii (Wasmann, 1900) — Бразилия, Перу
- Vatesus goianus Borgmeier, 1961 — Бразилия, Коста-Рика
- Vatesus gracilis Borgmeier, 1961 — Бразилия
- Vatesus latitans Sharp, 1876 — Бразилия
- Vatesus limulus (Wasmann, 1900) — Бразилия
- Vatesus lucidus (Mann, 1926) — Коста-Рика[18][19]
- Vatesus mexicanus (Bernhauer, 1917) — Мексика
- Vatesus paraguayensis Seevers, 1958 — Парагвай[8]
- Vatesus perplexus Borgmeier, 1961 — Бразилия
- Vatesus praedatorius Seevers, 1958[8]
- Vatesus punctipennis (Bernhauer, 1917) — Бразилия
- Vatesus rettenmeyeri Seevers, 1958 — Бразилия, Панама[8]
- Vatesus rufus (Wasmann, 1909) — Бразилия
- Vatesus schneirlai Seevers, 1958 — Бразилия, Коста-Рика, Панама[8]
- Vatesus schuppii (Wasmann, 1890) — Аргентина, Бразилия, Парагвай
- Vatesus simulans Borgmeier, 1961 — Бразилия
- Vatesus splendidus (Wasmann, 1925) — Бразилия[17]
- Vatesus trilobita (Wasmann, 1894) — Бразилия, Парагвай[20]